# Guerra de fronteira etíope-somali de 1964
A guerra de fronteira etíope-somali de 1964 foi um conflito fronteiriço ocorrido entre os meses de fevereiro a abril de 1964, na região de Ogaden.
Em 16 de junho de 1963, os guerrilheiros somalis iniciaram uma pequena insurgência em Hodayo, no leste da Etiópia, um local de irrigação ao norte de Werder, depois que o imperador etíope Haile Selassie rejeitou sua demanda por autogoverno no Ogaden. Inicialmente, o governo da Somália recusou-se a apoiar as forças guerrilheiras, que posteriormente chegariam a cerca de 3.000 homens. No entanto, em janeiro de 1964, depois que a Etiópia enviou reforços para Ogaden, as forças somalis iniciaram ataques terrestres e aéreos através da fronteira e começaram a prestar assistência aos guerrilheiros, mas pouco ou nenhum avanço foi feito e a guerra se tornou um conflito fronteiriço menor. A Força Aérea da Etiópia deu inicio a ataques punitivos em toda a sua fronteira sudoeste contra Feerfeer, a nordeste de Beledweyne e Galkacyo. Em 6 de abril de 1964, a Somália e a Etiópia concordaram com um cessar-fogo. No final do mês, os dois lados assinaram um acordo em Cartum, no Sudão, concordando em retirar suas tropas da fronteira, cessar a propaganda hostil e iniciar negociações de paz.